# آلة ختم البريد
عداد البريد، أو آلة ختم البريد هو جهاز آلي يُستعمل لإنشاء وتطبيق دليل مادي على إلغاء طوابع البريد (أو إضافة الختم البريدي) على المواد والقرطاسية المرسلة. تُنظّم عدادات البريد من قِبل هيئة البريد في كل دولة. يطبع عداد البريد قيمة البريد، ويعمل كطابع بريد، وختم إلغاء، وختم بريد مؤرخ زمني في آن واحد. يُعدّ طابع العداد دليلاً على الدفع، ويُغني عن الطوابع اللاصقة.

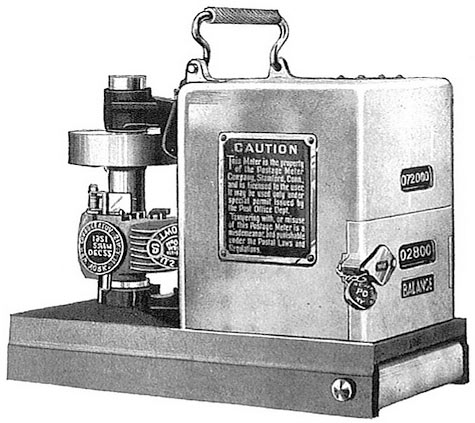
عداد بريد من طراز M لشركة "بيتني-باوز" عام 1920

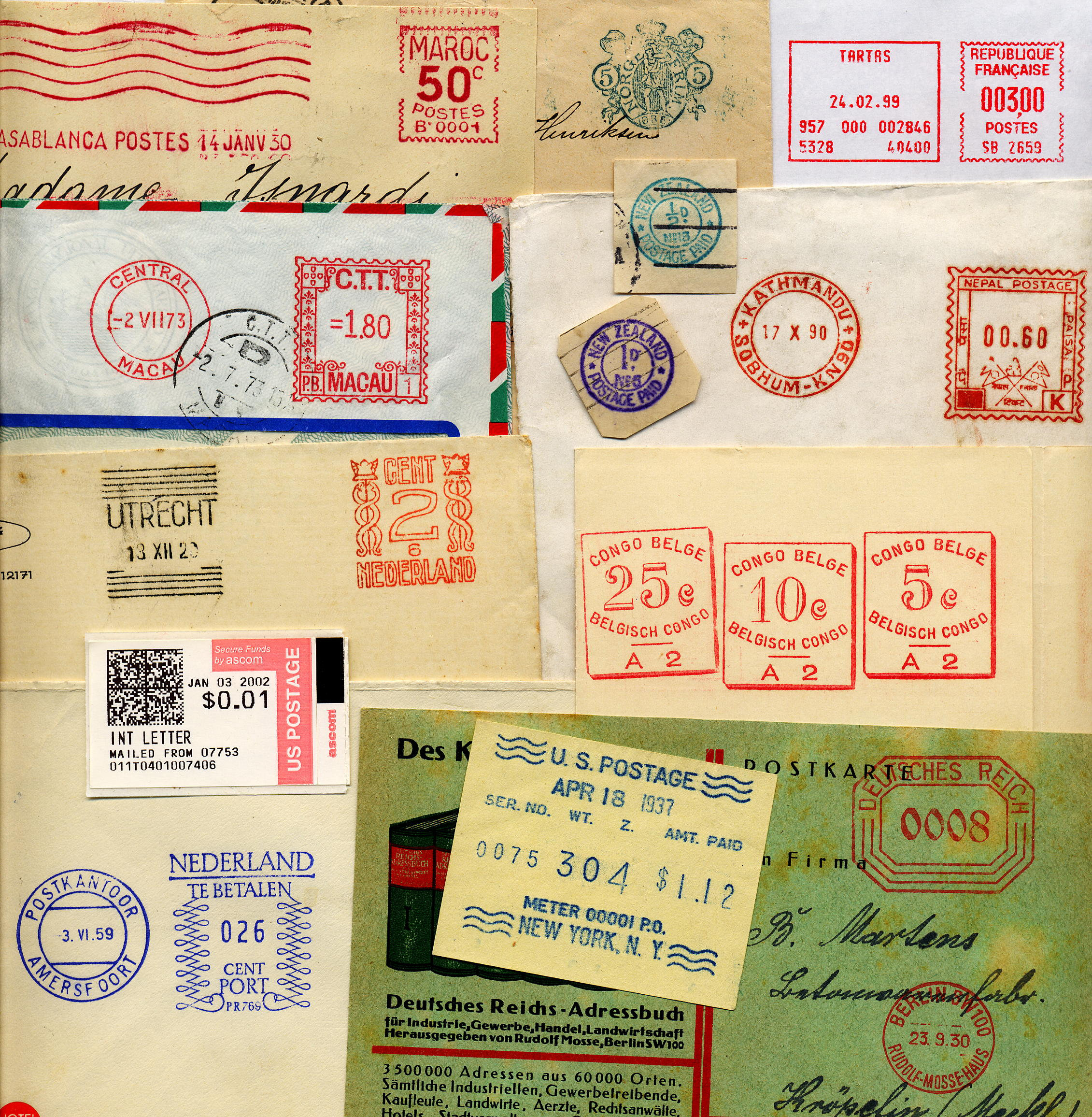
مجموعة من علامات العداد الآلي

## التاريخ

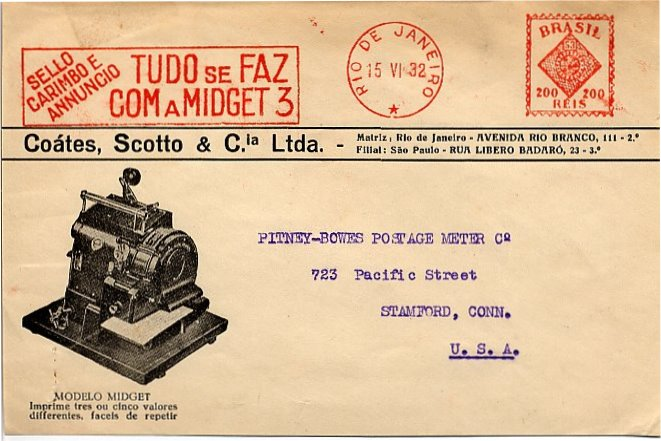
آلة مبكرة مصورة على مظروف من عام 1932 من البرازيل موجه إلى شركة "بيتني-باوز"

منذ إصدار الطوابع اللاصقة في عام 1840، كان مسؤولو البريد مهتمين بالأمن ضد سرقة الطوابع وكيفية معالجة البريد في الوقت المناسب. كان أحد الحلول هو آلة لصق الطوابع البريدية، والتي ظهرت في عقد الثمانينيات من القرن التاسع عشر.
أول من سجل آلة ختم بريد هو الفرنسي كارل بوش، الذي حصل عام 1884 على براءة اختراع بريطانية لجهاز يطبع طابعًا على مظروف ويسجل البريد عبر جهاز عداد. مع ذلك، لا يُعرف الآن أي وجود لجهاز بوش، ولم تُنفَّذ الفكرة. وكان أول آلة ختم بريد عُرف استخدامها كانت آلة تعمل بالعملة المعدنية اخترعها تشارلز أ. كارس. وُضعت في ردهة مكتب البريد العام في كريستيانا، النرويج، في 24 أغسطس 1900، لكنها أُزيلت في ديسمبر من العام نفسه.
عمل مخترع شاب من شيكاغو، آرثر بيتني، بشكل مستقل، وحصل على أول براءة اختراع لنظام البريد في عام 1902. وبعد فترة وجيزة، أسس شركة بيتني للآلات البريدية، والتي أصبحت شركة عدادات البريد الأمريكية في عام 1912. وتألفت أول آلة ابتكرها بيتني من ذراع يدوي، وسلسلة عمل، وقالب طباعة، وعداد، وجهاز قفل.
نافست شركة بيتني (وشركاؤها المختلفون) بشكل مباشر شركة إدواردز فرانكس للبريد الأمريكية، التي تأسست عام 1911. قامت شركة فرانكس بتصنيع وتوزيع آلة تشبه إلى حد كبير تلك التي عرضها فرانكس عام 1886 في المعرض العالمي. مع ذلك، تم تبسيط الآلات والتحكم لسهولة الاستخدام. كانت المبيعات للشركات الصغيرة والكبيرة جيدة لكل من شركة فرانكس وشركة بيتني للبريد.
في عام 1919، تعاون بيتني مع والتر باوز، رجل الأعمال الذي حقق شهرة واسعة في الأوساط البريدية من خلال شركته "شركة آلات الختم العالمية"، التي كانت تُصنّع آلات إلغاء البريد. في عام 1920، اندمجت الشركتان لتكوين شركة "بيتني-باوز" لعدادات البريد. في عام 1926، اندمجت شركة "بي بي بي إم" (كما كانت تُعرف آنذاك) مع شركة "فرانكينغ أوف أمريكا" التابعة لإدوارد فرانكس، ودمجتا وتغير اسمهما إلى شركة "فرانكس يونيفرسال بوستيدج"، أو ما يُشار إليه أحيانًا باسم "صندوق البريد العالمي".
في عقد الثلاثينيات من القرن العشرين، دخلت شركة فرانكس يونيفرسال سوق البريد الأوروبي من خلال شراكة مع ألبرت هـ. جيرلينج (مؤسس شركة جيرلينج المحدودة، وهي شركة لتصنيع المكابح)، مما سمح لهما بالتداول تحت اسم فرانكس كونسوليديتد بوستيدج. سمح نجاح هذا الاستثمار لفرانكس وشريكها التجاري جيرلينج بدخول أسواق بريدية أخرى حول العالم.
كان عام 1938 مضطربًا بالنسبة لشركة فرانكس، حيث خضعت شركة فرانكس يونيفرسال للتحقيق بتهمة انتهاك قانون شيرمان لمكافحة الاحتكار، تمامًا كما حدث سابقًا مع صناعتي التبغ والنفط. تم حل الصندوق الاستئماني وقُسِّمت أصوله بين أربع شركات: رايت بوست، وإيفانز روبرتس جودكين، وفرانكس-جيرلينج يونيفرسال بوستيج، وبيتني-بويز.
اعتمد رسمياً عداد البريد طراز M في مكاتب البريد في الأول من سبتمبر عام 1920، وبدأ استخدامه تجاريًا في مكاتب ستامفورد لاحقًا في ذلك العام. (في عام 1986، صنّفت الجمعية الأمريكية للمهندسين الميكانيكيين عداد طراز M لشركة "بيتني-باوز" معلمًا تاريخيًا دوليًا في مجال الهندسة الميكانيكية).

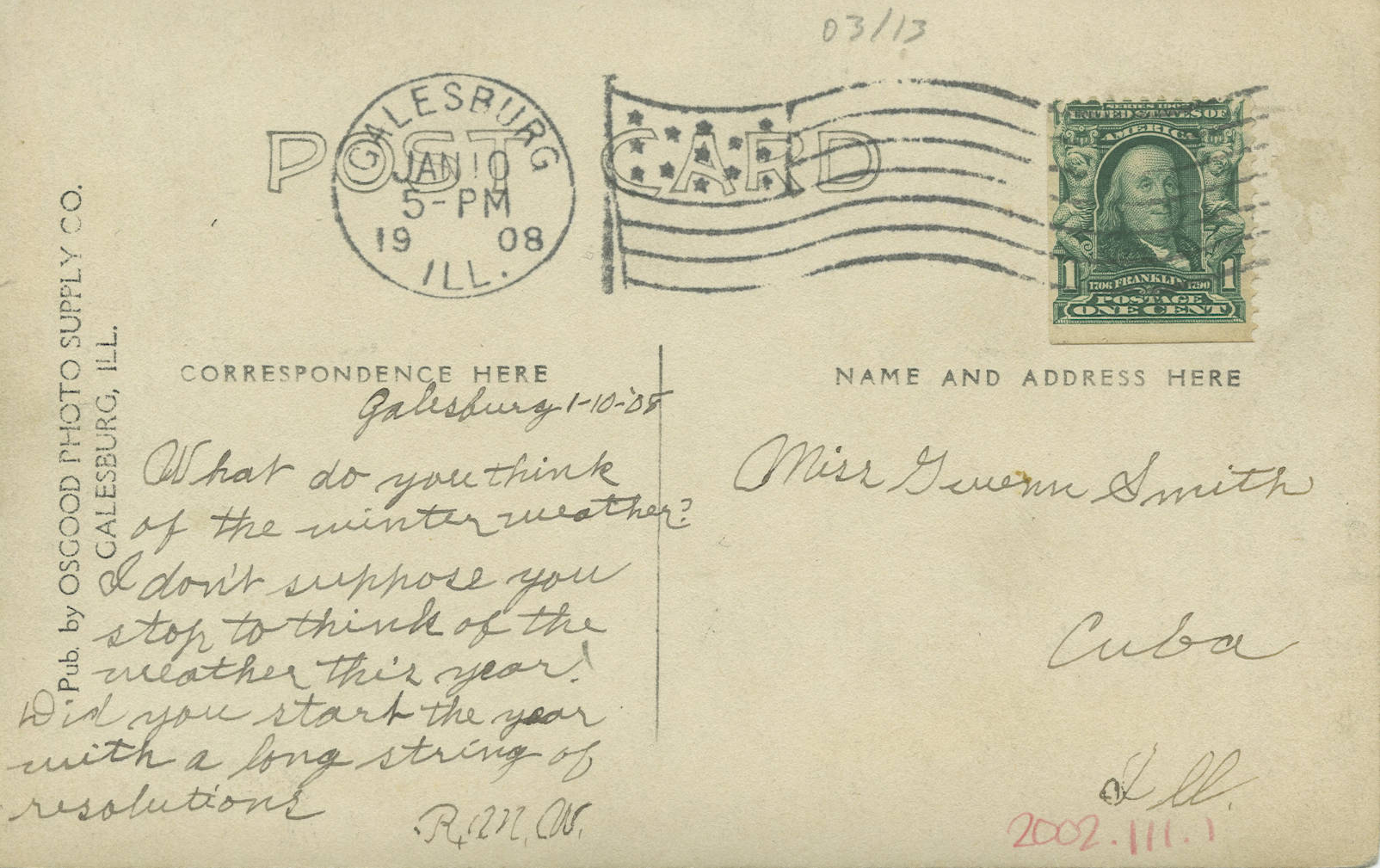
بطاقة بريدية من إنتاج شركة أوسجود لتوريد الصور في جاليسبرج، إلينوي، تُظهر ختم بريد آلي بتاريخ 10 يناير 1908.

## العمل والمكونات

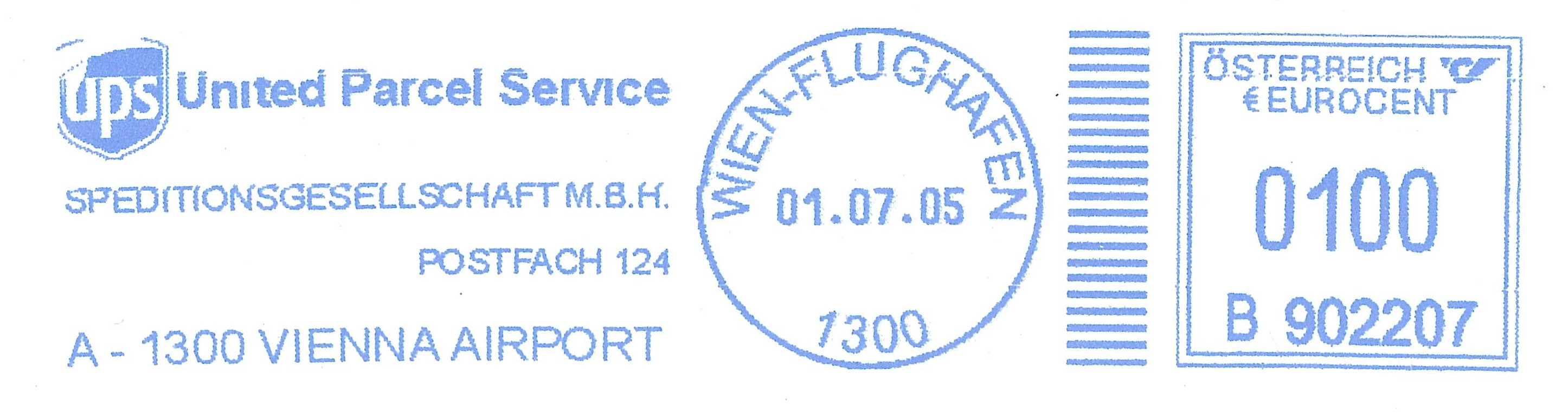
ختم العداد المطبوع بواسطة آلة ختم حديثة

يتكون عداد البريد عادةً من لوحة مفاتيح لإدخال البريد، وثلاثة أختام، وآلية ختم. قبل سنوات، كان المستخدمون بحاجة إلى أخذ عدادهم إلى مكتب بريد لإضافة بريد إضافي (يُطلق عليه أحيانًا "إعادة الضبط" أو "إعادة التعبئة"). تغير هذا الوضع في عام 1979 عندما اخترعت شركة بيتني باوز إعادة ضبط العداد عن بُعد، والمعروفة أيضًا باسم البريد عبر الهاتف. اليوم، يمكن للمستخدمين إضافة رصيد بريدهم عبر الهاتف، أو البطاقات مسبقة الدفع، أو عبر شبكة الإنترنت، أو من خلال اتصال مباشر عبر الإنترنت. يعرض العداد الأول الرصيد المتبقي. ويعرض العداد الثاني إجمالي البريد للشحنات المختومة. أما العداد الثالث، فيحسب عدد المطبوعات، وهو لأغراض إحصائية فقط.
في حال تعطيل المقاييس المتكاملة، يجب إدخال قيمة البريد يدويًا عبر لوحة المفاتيح. وإلا سوف تحسب الآلة قيمة البريد بناءً على أبعاد ووزن الشحنة. بعد ذلك، تُمرر الحروف تلقائيًا عبر فتحة محدودة بأكبر أبعاد مسموح بها، وتُطبع قيمة البريد. يطرح عداد الميزان القيمة المطبوعة من الرصيد، ويضيف عداد الإجمالي القيمة نفسها، ثم يضيف عداد الطباعة قيمة واحدة. في حال عدم إضافة قيمة البريد المطلوبة، تُرفض عملية الطباعة. بعد إتمام عملية الفرز، تصل الشحنة إلى صندوق الاستلام مع توجيه ختم البريد لأعلى/أمام. للشحنات السميكة، توجد شرائط بريد قابلة للنزع، تُدخل يدويًا في الآلة عبر مدخل جانبي.

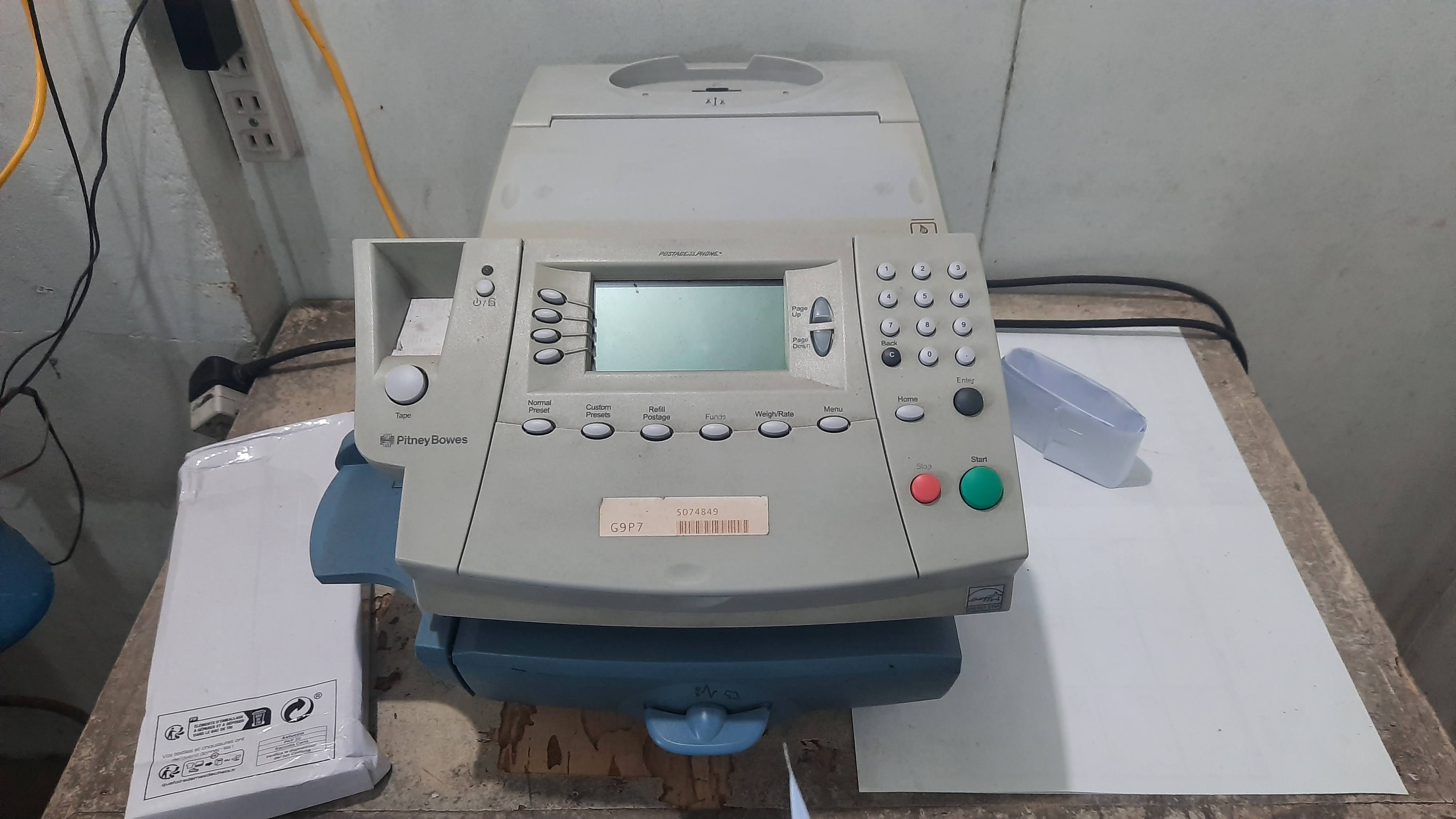
آلة أختام آلية حديثة Pitney Bowes DM300

## أنواع العدادات

### عدادات الطباعة الميكانيكية واليدوية والدوارة
العدادات الميكانيكية الالية هي عدادات طباعة الحروف، وكان يتعين على موظف البريد أخذها إلى مكتب البريد لإعادة ضبطها يدويًا. وقد ألغت هيئة البريد الأمريكية اعتماد هذهِ العدادات وسحبتها من التداول عام 1999.
ألغت هيئة البريد الأمريكية اعتماد عدادات الضبط اليدوي وعدادات رأس الطباعة الدوارة عام 2008. ورغم تطور هذه التقنية المبكرة، بما في ذلك إمكانية إعادة ضبط العدادات عن بُعد، إلا أنها كانت عرضة للتلاعب.

### العدادات الرقمية
مع عدادات الطباعة الرقمية، تُضاف رسوم البريد إما عبر جهاز مودم متصل بخط هاتفي أو عبر اتصال شبكي بالإنترنت. ويتم حاليًا الاستغناء عن خيار الاتصال الهاتفي تدريجيًا. تُطبع أختام وطوابع البريد باستخدام حبر خاص. تطبع أحدث الأنظمة مؤشرات المعلومات (IBI)، وهي مصفوفة بيانات ثنائية الأبعاد أو رمز شريطي (باركود) مُدمج مع أحرف ورموز قابلة للتعريف بصريًا. تحتوي مصفوفة البيانات على معلومات مثل قيمة طوابع البريد، والرمز البريدي للمنشأ، والوجهة، وفئة البريد، والوزن، وأرقام التأكيد/التتبع. من الأمثلة: الرمز الشريطي للبريد الذكي من خدمة البريد الأمريكية (USPS). علامة البريد الملكي، ومؤشرات البريد في كندا بوست.
هناك عدد من الشركات التي تقدم عدادات البريد، والتي تسمى أيضًا آلات الختم.

### عدادات تعتمد على الإنترنت والطوابع
بينما يستخدم معظم مُرسِلي البريد أنظمة البريد، تُسهِّل التقنيات الحديثة استخدام البريد المُقاس حتى لأصغر الشركات.
يُمكن لمستخدمي إيباي وباي بال طباعة ملصقات بريدية باستخدام حساب إيباي الإلكتروني للبريد والدفع باستخدام حساب باي بال الخاص بهم. تُوفِّر هذه التقنية، المُطوَّرة من قِبل بيتني باوز، حلاً بريديًا إلكترونيًا قائمًا كليًا على المتصفح.
تتيح تقنيات أخرى للمستخدم طباعة الطوابع البريدية من جهاز حاسوب، أو من طابعات طوابع صغيرة. وفي أول تطبيق استهلاكي لأجهزة قياس الطوابع البريدية، أصبح من الممكن أيضًا تصميم طوابع مخصصة.
في عام 1999، أصبحت Stamps.com أول مؤسسة تحصل على ترخيص من خدمة البريد الأمريكية لطباعة الطوابع البريدية الصالحة من طابعة حاسوب تقليدية. يتيح نظامها للمستخدم تنزيل الطوابع البريدية وطباعتها تلقائيًا مباشرةً على مظروف أو "Netstamp".

### مكونات نظام البريد
إن عدادات البريد ليست سوى أحد مكونات نظام البريد. وتشمل العناصر الأخرى:
- القاعدة (الجهاز الذي يُثبّت عليه عداد البريد).
- وحدة التغذية (ترسل المظاريف عبر العداد).
- ميزان البريد (الذي يزن البريد).
- وحدة الختم (ترطب طيات المظاريف).
- وحدة التكديس (تكديس المظاريف).
- موزع الشريط اللاصق (عندما لا يمكن طباعة ختم البريد مباشرة على قطعة البريد).

للبريد ذي الكميات الكبيرة، يمكن أيضًا دمج عداد البريد في نظام إدخال يُجهّز البريد من البداية إلى النهاية.

## روابط خارجية
- موردو آلات الختم المعتمدون من البريد الملكي
- عدادات البريد USPS
- متحف آلات الختم البريدي
- دليل طوابع البريد الدولي